# Jano Cornario
Jano Cornario o Janus Cornarius (ca. 1500 – f. 16 de marzo de 1558) fue un humanista sajón y amigo de Erasmo. Un dotado filólogo, Cornario se especializó en editar y traducir textos médicos griegos y latinos con «industria prodigiosa», con un especial interés en la farmacología botánica y los efectos del medio ambiente sobre las enfermedades y el cuerpo. Temprano en su carrera, Cornarius también trabajó con la poesía lírica griega y, posteriormente, con la filosofía griega. Según Friedrich August Wolf, eran «un gran amante de los griegos». Los textos patrísticos del siglo IV fueron otro de sus intereses. Algunas de sus obras se han perdido, incluyendo un libro sobre las causas de la plaga y una colección de conferencias para estudiantes de medicina.

## Carrera
Los detalles de la vida de Cornarip proceden en gran medida de la biografía escrita en latín por Melchior Adam en Vitae Germanorum medicorum (“Vidas de médicos alemanes,” 1620). Cornarius nació bajo el nombre Johann o Johannes Hainpol, de un padre zapatero, pero adoptó su nombre latinizado para cuando tenía 20 años. El toponímico Zuiccaulensis (“de Zwickau”) es añadido algunas veces. Su nombre puede aparecer como Giovanni Cornario en italiano, Jano Cornario en español, Jean Cornario en francés, y Janus Kornar en alemán.
Cornario empezó su educación en la escuela latina en su nativa Zwickau. Estudió con Petrus Mosellanus en Leipzig, donde se matriculó en 1517 y obtuvo un grado de bachiller en artes en 1518. Asistió a la Universidad de Halle-Wittenberg en 1519, donde obtuvo un grado de maestría en 1521 y una licencia en medicina en 1523. Debió haber estado en Wittenberg cuando los profetas de Zwichau, el movimiento antiautoritario anabaptista de su lugar de nacimiento, trató de tomar el poder en 1521. Fueron exitosamente derrotados por Martín Lutero en 1522. La condena de Cornario a los anabaptistas es clara, dado que en su libro sobre la plaga señaló que una epidemia particular en Westfalia fue enviada como castigo de Dios por sus actividades heréticas.
Tras experimentar trastornos políticos y espirituales, Cornario emprendió un «viaje de búsqueda espiritual» por Europa, visitando Livonia, Suecia, Dinamarca, Inglaterra y Francia. En busca de trabajo, se asentó por un tiempo en Basilea, donde dio conferencias sobre medicina griega en la Universidad de Basilea. Allí, comenzó con sus esfuerzos para restaurar el estudio de los griegos, cuyos trabajos —creía— habían sido descuidados durante la Edad Media en favor de la medicina árabe. Entre 1527 y 1528, fue médico del príncipe Enrique de Mecklemburgo. De retorno a Zwickau en 1530, estableció un consultorio médico y se casó con la primera de sus dos esposas, quien falleció poco después. Con su segunda esposa, tuvo cuatro hijos. Por el resto de su vida, ejerció como médico y profesor de medicina, así como un prolífico editor y traductor.

## Referencias

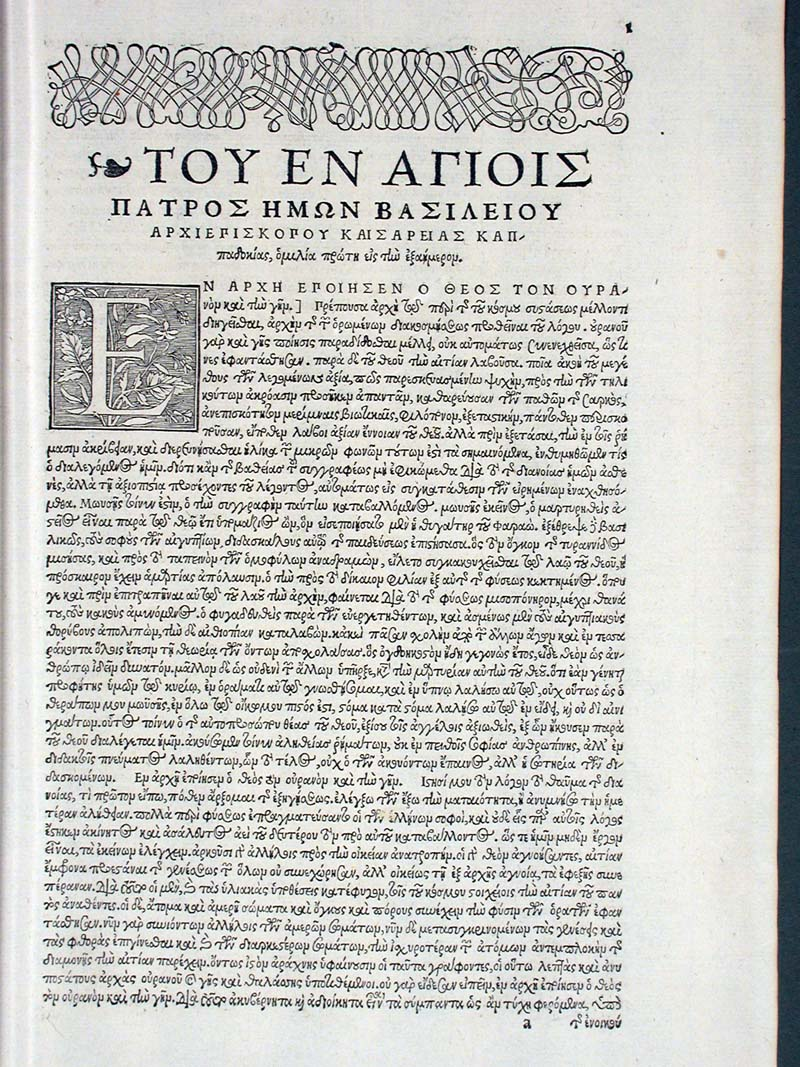
Una página de la edición de 1551 de las obras recogidas de San Basilio, editada por Jano Cornario y Julius von Pflug.